# 핫스탬핑
핫스탬핑은 900도 이상의 고온으로 가열된 강판을 금형에 넣고 프레스로 눌러 성형한 뒤 금형 내에서 급속 냉각시키는 공법이다.

## 상세
원소재를 초고강력강으로 만들고, 우수한 치수정밀도를 가지는 기술이다. 강판의 강도를 두 배 이상 높이면서도 두께는 줄일 수 있어 부품 경량화에 유리하다. 

## 관련 기술
프리미엄 핫스탬핑강 : 현대제철이 개발해 세계 최초로 양산한 특화 공법으로, 기존 핫스탬핑 공법보다 온도를 50℃ 이상 낮춘 기술이다. 현대차, 기아 남양연구소 기초소재연구센터와 함께 개발했다.

강판에 수소 성분이 침투하지 못하도록 막아 용접성이 개선되고 부식에도 강하다. 부품의 약 10% 경량화가 가능하며 기존 1.5GPa 핫스탬핑강 대비 인장강도를 20% 향상시킨다. 고강도강의 개발로 차체 경량화와 더불어 자동차 충돌 시 탑승객의 안전성을 확보할 수 있다.

## 같이 보기
제철
자동차
전기차
현대제철